# Карти за игра
Картите за игра са неголеми правоъгълници от плътен картон или тънка пластмаса, които се използват при игра с карти. Пълният комплект карти за игра се нарича колода или тесте. Картите в една колода са с еднаква форма и големина. Картите се използват също и за правене на фокуси, „гледане на карти“ и др.
Всяка карта има две страни – лице и гръб. Гърбовете на картите в тестето са еднакви и картите се разпознават по тяхното лице.

## Колода
За повечето съвременни игри се използва обичайната стандартна (френска) колода или нейният съкратен вариант. За много игри се използват специални колоди; сред тези игри са колекционните игри с карти.
Стандартната колода се състои от 54 карти:
- 52 основни карти – четири „цвята“ („бои“), включващи по 13 карти с нарастваща сила
- 2 специални карти, наричани жокери

В много игри се използва съкратен вариант на стандартната колода:
- 52 карти (без жокери),
- 36 карти (без карти с номера от 2 до 5),
- 32 карти (без карти с номера от 2 до 6),
- 24 карти (без карти с номера от 2 до 8) – използва се за играта Хиляда
- 20 карти (без карти с номера от 2 до 9) – Royal покер
- и др.

|                                                                 |
| Стандартна колода от 54 карти (представени са 54 лица и 1 гръб) |

### Цветове (Бои)
Четирите основни цвята (бои):
- ♠ – пика
- ♥ – купа
- ♦ – каро
- ♣ – спатия

Обозначенията обикновено се свеждат до следното окултно обяснение: 
- ♣ – спатия (трефа – кръст). Символизира дървения кръст, на който бил разпнат Исус Христос. Думата „трефа“ в превод означава „лошо, осквернение“.
- ♦ – каро. Върховете му символизират гвоздеите, с които Исус е прикован за кръста.
- ♥ – купа. Символ на напоената с оцет гъба, която според Евангелието воинът подава на разпънатия Христос, за да пие.
- ♠ – пика. Символ на върха на копието, с което римски войник пробожда в ребрата разпнатия Исус Христос, за да потвърди смъртта му.

### Сила
Всеки цвят се състои от 13 карти, които, подредени по нарастваща сила, са: 
 2, 3, 4, 5, 6, 7, 8, 9, 10, В (J) – Вале, Д (D, Q) – Дама, K (R) – Поп или Рига и А (Т) – Аро, Асак или Туз.
- Ас е полска дума, произхождаща от немски – Daus, която се тълкува в речници като „дявол“.
- Поп или Рига се означават от името на картата Крал на английски език K (king) или френски език R (roi).
- Дама се използва на различните езици в смисъл на дама, жена, повелителка (damme, dame, dama – Д, D) и кралица, царица, любимка (queen – Q).
- Вале (В) е превод на думата слуга, момче (jack – J). [3]

В някои игри има разлики при подредбата на картите по сила.

## Картите за игра в различните страни
В много страни (Франция, Италия, Испания, Япония, Швейцария и България) се използват карти, които са различни от описаната стандартна колода, с други символи. В повечето от игрите на карти жокерите не се включват.

## История
Изобретяването на картите като забавление се приписва на египтяните, индийците и гърците в лицето на Паламед. При разкопките намереният „инструментариум“ за хазарт е основно под формата на кости с шестоъгълна форма.
Много популярна е египетската версия на произхода на картите, възпроизведена от най-новите окултисти. Те твърдят, че в древни времена египетските свещеници са записвали цялата мъдрост на света върху 78 златни таблетки, които също са изобразени в символната форма на картите. 56 от тях – „Младши Аркани“ – станали обикновени карти за игра, а останалите 22 „Старши Аркани“ станали част от мистериозната колода на Таро, използвана за гадателство. Тази версия е представена за първи път през 1785 г. от френския окултист Етеил (Ettteil), а неговите наследници, французите Елифас Леви (Eliphas Levi) и д-р Папус (Papus) и британците Матерс (Mathers) и Кроули (Crowley), създават свои собствени системи за тълкуване на картите Таро. Името идва от египетската „та рош“ („пътя на царете“), а самите карти са донесени в Европа или от араби или цигани, за които често се смята, че идват от Египет. 

### Първите колоди
Първите карти за игра се появяват в Източна Азия. В Китай и Корея картите вече се споменават през XII век. Има и по-ранни споменавания на играта, в които са използвани продълговати листове – те се отнасят за IX век от периода на властването на династията Тан (618 – 907 г.)
Преди появата на хартиените карти, китайците и японците използват плоски продълговати таблички, направени от дърво, бамбук или дори слонова кост. Разпространявайки се в различни култури, колодите приемат различни форми и форми. В Индия играели с кръгли карти, наречени ганджифа. В средновековна Япония по време на шогуната е била разпространена играта с карти Ута-гарута, която използвала като колода раковини от миди, изобразяващи сцени от стихове, живота и годишни времена.

### Разпространение в Европа
Няма точни данни за това как картите са стигнали до Европа. Предполага се, че пътят на разпространение на картите за игра е Китай – Индия – Персия – Египет – Европа. Първите споменавания на карти за игра в Европа са към XIV век. Има запис в хрониката на град Берн от 1367 г., в който се докладва за забраната на картите. През 1370 г. думата naipes  (наипи – карти за игра) се появява в испанска книга със стихове. От 1377 г. се увеличават споменаванията на карти (най-често за забрани). Най-обширният разказ се появява през тази година от перото на монах в град Фрайбург. Още в средата на XVI век английските аристократи не се смущават от наличието на карти за игра в церемониалния портрет; това се доказва от картината на майстора на графиня Уоруик (?) „Портрет на Едуард Уиндзор, 3-ти барон от Уиндзор, неговата съпруга, Катрин де Вере и тяхното семейство“, датираща от 1568 година. Смята се, че всяка фигура в картите представлява определена историческа личност. Съвременните названия са дадени от французите.,
- Поп Пика К♠ – Цар Давид.
- Поп Купа К♥ – Карл Велики.
- Поп Каро К♦ – Юлий Цезар.
- Поп Спатия К♣ – Александър Македонски.
- Дама Пика Д♠ – Богиня Атина Палада, а понякога Жана д'Арк.
- Дама Купа Д♥ – Елена Троянска и библейската Юдит [7].
- Дама Каро Д♦ – библейската Рахил.
- Дама Спатия Д♣:
  - Аргина – анаграма на латинското Regina (кралица). Най-често френските художници на картата Дама Трефа са рисували фаворитките на съвременния им крал. Регина е любимка на Карл Велики;
  - Аргия (Argia) – име на няколко символа на древногръцката митология;
  - Гуиневир – съпруга на крал Артур; в нея е влюбен кралският рицар Ланселот (вале трефа В♣);
  - Графиня Диана дьо Поатие, единствената любима на крал Анри II;
  - Лукреция, римска аристократка.
- Вале Пика В♠ – Холгер Датски (Оже Датчанин) [8] и граф Роланд [6];
- Вале Купа В♥ – френският рицар Ла Гир, по прозвище Сатана.
- Вале Каро В♦ – Хектор, вожд на троянската войска [6] и франкският граф Роланд, военачалник при Карл Велики [5].
- Вале Спатия В♣ – Ланселот Езерен, първи рицар на крал Артур, влюбен в съпругата му Гуиневир (дама трефа Д♣).

Във времето списъкът на прототипи се е изменял значително: различни майстори са рисували карти с различни имена на царе, сред които са Соломон, Октавиан Август, Константин Велики.

#### Картите през XIX – XX век
Създател на съвременните руски карти е художникът Адолф Йосифович Карл Велики (1826 – 1901). Той творчески преработва рисунки на карти, съществували преди него, като френската колода от 1816 година. В годините на Великата френска революция монархията във Франция е свалена и в картите – контрареволюционните царе и дами са били заменени от древни богове и велики философи. Но през 1816 г. монархията във френските карти е възстановена. Чертежи са направени за печат в четири цвята – син, червен, жълт и черен. Картите са отпечатвани на сатенена хартия, защитени са от влага и се плъзгат лесно. Листове от тази хартия се втриват с талк на специални машини. Сатенените карти са били скъпи – през 1855 г., дузина сатенени карти струват колкото дохода на един селянин за 3 до 6 месеца. Първоначално се изработват ръчно за същите разходи за императорския двор, богатите и аристократите. По-късно се правят и от по-нисък клас, по-достъпни за широк кръг хора.
Първоначално фигурите на картите са били изобразени в пълен ръст и едва след 1830 г., за удобството на играта, изображенията стават симетрични.
В началото на XX век печатането на карти се извършва разделно на категории: сатен, екстра, първи и втори клас – по типа хартия, върху която са отпечатани. Но в началото на тридесетте години на XX век картите са отпечатвани само на сатенена хартия, тъй като технологията на нейното производство вече не е толкова сложна и скъпа. Въпреки това цената на картите по това време в СССР остава доста висока – през 1935 г., цената на колода от 52 – 53 карти е 6 рубли.
Впоследствие чертежите са превърнати в офсетов печат. Оригиналите на известните рисунки на художника Адолф Йосифович на Карл Велики оцеляват до наши дни – първоначално се съхраняват в архивите на Държавния картонен монопол (бившата императорска фабрика за карти). След затварянето на тази компания скиците са придобити от известния колекционер Александър Перелман, който ги прехвърля в Музея на картите в Петерхоф.

### Интересни факти
- Първите карти в Европа са били много скъпи, защото са изготвяни на ръка. Дължината на картите достига 22 сантиметра, което прави играта много неудобна.
- Според историци в младежките си години Державин е печелил пари чрез карти, а Пушкин е бил вписан в полицейските документи като „познат в Москва комарджия“.
- Най-малкото тесте от карти за игра е пуснато през 2010 г. в Омск. Неговите размери са 6,3 на 8,8 мм.
- Най-малката къща от карти е построена от жителите на Омск – братята Станислав и Анатолий Коненко през 2011 година.[3]